# Vlechtende rivier

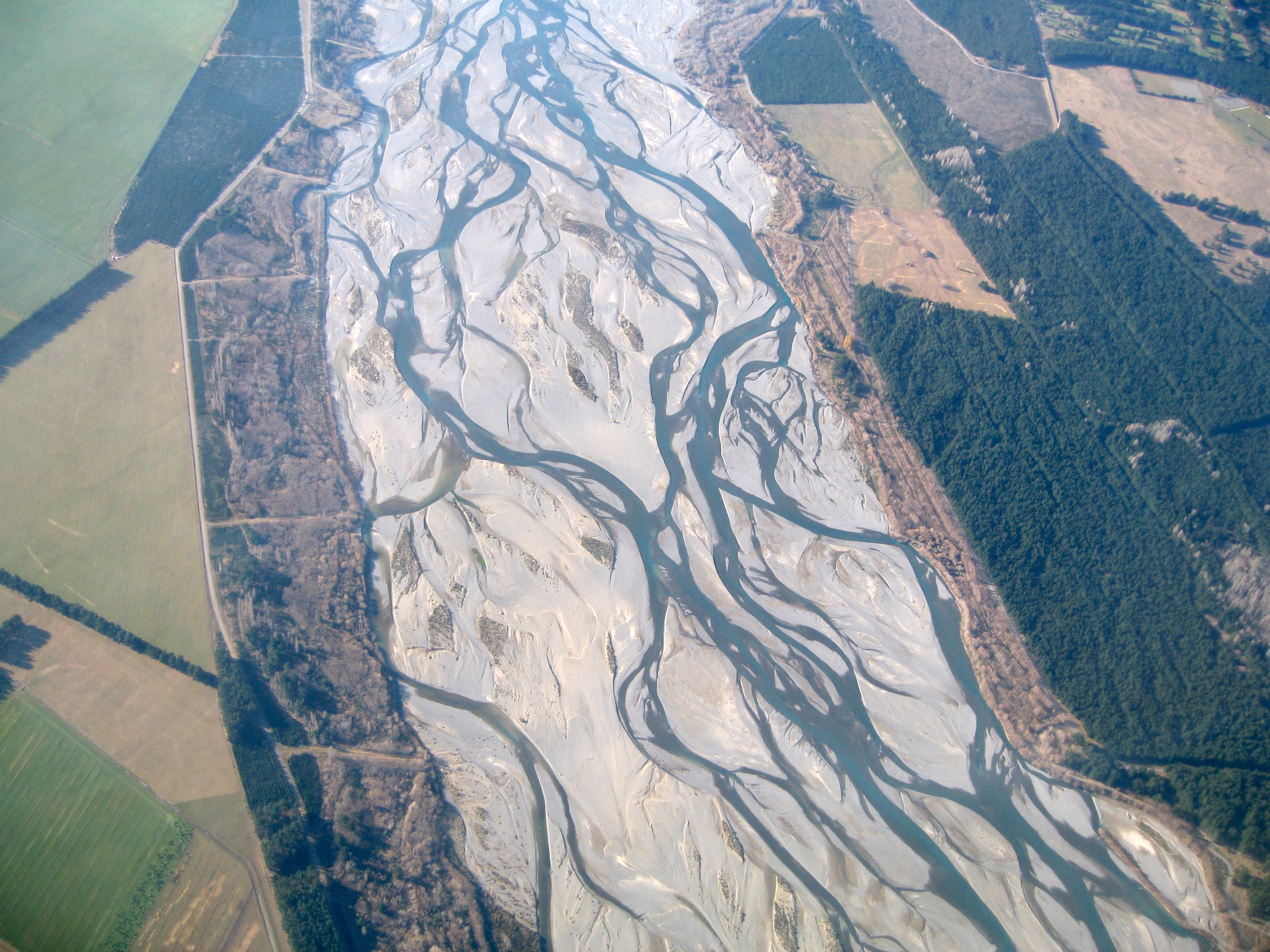
Een vlechtende rivier (Waimakariri) op het Zuidereiland van Nieuw-Zeeland.

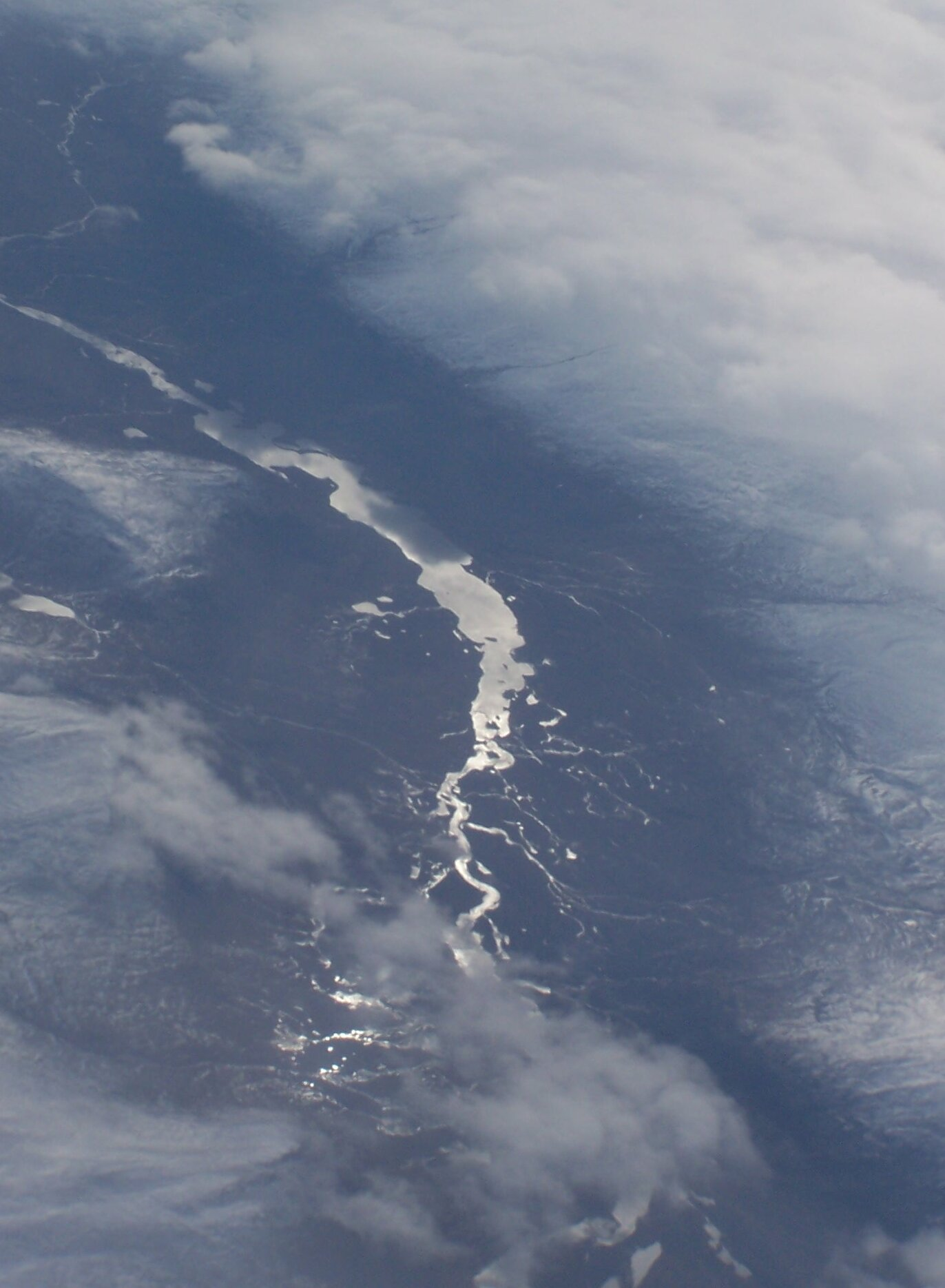
Een vlechtende rivier op het Canadees Schild.

Een vlechtende rivier (soms wordt ook de verouderde term verwilderde rivier gebruikt) (Engels: braided river) is een type rivier dat zich ontwikkelt in de bovenloop van het afwateringsgebied van een rivier. De rivier vormt zich door middel van geultjes die in elkaar overgaan en elkaar kruisen, als de strengen van een vlecht.

## Eigenschappen
Een vlechtende rivier – door geologen wordt liever het woord "riviersysteem" gebruikt, om de ontwikkelingen door de geologische tijd nader te duiden – is een ondiep systeem, met een hoge stroomsnelheid. Sedimenten die door vlechtende rivieren worden vervoerd zijn afkomstig uit het achterland en door de hoge stroomsnelheid worden alleen de zwaarste en grofste klasten neergelegd. Het fijnere materiaal wordt getransporteerd naar meer distalere delen van het afwateringsgebied van de rivier en vormt het dominante sediment in meanderende rivier.
Meer proximaal wordt het sediment vervoerd in puinwaaiers (Engels: alluvial fans), waar de grofste klasten (rotsblokken en grof grind) worden afgezet. Waar puinwaaiers worden gekenmerkt door veel meer sediment dan water, vindt er in vlechtende riviersystemen meer waterafvoer plaats. Toch is de hoeveelheid vervoerd sediment nog groter dan de hoeveelheid water, waardoor de rivier "gedwongen" wordt vlechtende kanaaltjes te vormen, omdat het water door afgezet sediment "geblokkeerd" wordt. De rivier krijgt zo geen kans een "mooie" vorm te ontwikkelen en er ontstaat een wirwar van kanaaltjes, gescheiden door lage en makkelijk erodeerbare walletjes.

## Voorkomen
Vlechtende rivieren komen voor op die plaatsen waar de hellingshoek van het land zodanig groot is dat het rivierwater snel stroomt. Zodoende vormen vlechtende rivieren de bovenloop van de meanderende rivieren. Vlechtende rivieren vindt men in de lager gelegen delen van berggebieden en in de omgeving van gletsjers. Hier worden ze gevormd omdat de hoeveelheid water zeer onregelmatig wordt aangevoerd en dus meer sediment dan water in de rivier terechtkomt. Ook in aride klimaten worden vlechtende rivieren gevormd.

## Olie-industrie
Vlechtende rivieren vormen de reservoirgesteentes voor nogal wat (grote) olievelden. Zo bestaan delen van de formaties die gezamenlijk de Brent-groep vormen, uit vlechtende rivieren en ook in de bovenlopen van andere rivieren, die in de geologische geschiedenis van de Aarde gevormd werden, worden vlechtende riviersystemen aangetroffen.
De kwaliteit van het reservoir is doorgaans redelijk, doordat vlechtende rivieren een betere sortering (dat een belangrijke bijdrage levert aan de porositeit) hebben dan de hoger gelegen puinwaaiers en een grotere verbondenheid dan de lager gelegen meanders. Ook de grovere sedimenten in vlechtende rivieren zorgen voor een hogere permeabiliteit.